# Левит-Броун, Борис Ленгвардович

## Биография
Русский поэт, прозаик, художник Борис Левит-Броун родился 9 июля 1950 года в Киеве. Его мать, Мира Райз, классическая пианистка и педагог, с 1989 года живёт и концертирует в Германии; отец — Ленгвард Левит-Броун, мастер камерного фотопортрета, фотограф-художник, пользовавшийся в 70-90 годы известностью на Украине и в России.
Воспитание в атмосфере насыщенных культурных и художественных интересов: музыки, литературы, живописи, предопределило раннюю склонность Бориса Левита-Броуна к гуманитарной сфере.

## Образование
В 1967 году Борис Левит-Броун окончил среднюю школу и неудачно пробовал поступать на искусствоведческое отделение Истфака МГУ. В том же году дополнительным набором был принят на заочное отделение факультета истории и теории искусств КГХИ, где проучился до 1973 года. Весной 1973 года, непосредственно перед защитой уже отрецензированного диплома по портретному творчеству Николая Ге, Борис Левит-Броун был отчислен из КГХИ по сфабрикованному идеологическому «делу».

## Творчество
В 1973—1975 гг. служил в СА на Дальнем Востоке, где начал писать стихи. Демобилизовавшись и вернувшись в Киев, оставил занятия поэзией на 10 лет. Работал фотолаборантом и фотографом, джазовым барабанщиком и певцом. С 1980 по 1988 год преподавал технику игры на ударных инструментах в джазовой школе г. Киева. С 1984 г. возвращается к стихам и с тех пор уже не оставляет серьёзные занятия поэзией.
В 1986 году приглашен ведущим вокалистом в джазовый ансамбль Владимира Карповича при Киевском Доме Учёных, с которым работает вплоть до эмиграции.
В 1989 г. написал свою первую значительную прозу — повесть «Анкета». В мае этого же года с женой, Ириной Соловей, эмигрирует в Германию, где проводит следующие шесть лет. С 1991 г. начинает писать религиозно-философскую прозу. Первая книга поэзии Бориса Левита-Броуна «Пожизненный дневник» выходит в свет в Киеве в 1993 году в издательстве ВИР. Позже Борису Левиту-Броуну удаётся найти издателей в Санкт-Петербурге, поэтому все его дальнейшие издания связаны с Россией. С 1998 г. постоянно издаётся в петербургском издательстве Алетейя СПб. С 1996 г. Борис Левит-Броун живёт в Италии, в городе Верона. Сфера его творческих интересов весьма широка: поэзия, проза, религиозная философия, графика, художественная фотография. Рисунком и фотографией Борис Левит-Броун начиная с пятнадцати лет серьёзно занимается всю жизнь, хотя и не получил профессионального образования как график или фотограф. Свои фотографии он впервые выставлял в литовском обществе фотографов в 1984 году. Первая выставка его графики прошла в феврале-марте 1989 года в городе Норден (Germany, Der Kunstkreis Norden).
В 1997 году в Италии выходит в свет авторский альбом графики Бориса Левита-Броуна «HOMO EROTIKUS» В июне-августе 2014 года прошла выставка фотографий Б. Левита-Броуна в Вероне. http://www.homoerotikus.ru/i-am/Novosti В последние годы стал известен как джазовый вокалист-исполнитель под сценическим именем Boris Lebron. http://www.borislebron.com/songs.htm С 2008 года он активно записывается на студии Emotion Records di Fabio Cobelli, Верона .
C мая 2010 года Борис Левит-Броун является Членом Союза Писателей России. Отмечен несколькими литературными премиями. В настоящий момент Борис Левит-Броун является также членом Союза Писателей XXI века. Регулярно публикуется в периодических изданиях: «Крещатик», «Футурум Арт», «Дети Ра», «Зинзивер», а также в интернет-изданиях: «Зарубежные Задворки», «PERSONA plus», «Релга».

### Поэзия
1. «Пожизненный дневник» (270 с.)………………………..1993 г. Киев, изд. ВИР, ISBN 5-333-01298-9
2. «Вердикт» (246 с.)………………………………………………1996 г. СПб, изд. Петрополь, ISBN 5-89108-006-0
3. «Строфы греховной лирики» (62с.)……………………..1999 г. СПб, изд. Алетейя, ISBN 5-89329-178-6
4. «Терзания и жалобы» (248 с.)………………………………2000 г. СПб, изд. Алетейя, ISBN 5-89329-268-5
5. «Лишний росток бытия» (361 с.)…………………………2001 г. СПб, изд. Алетейя, ISBN 5-89329-420-3
6. «Сквозь строи смятых строк» (русско-румынская билингва — поэзия 185 с.)…. 2011 г. Иази изд. Editura Fundatiei Culturale Poezia,IASI, ISBN 978-973-612-413-6
7. «Три» (книга трёх поэтов: Б.Левита-Броуна, А. Красниковой, Б. Марковского 255 с.)… 2014 г. СПб, изд. Алетейя, ISBN 978-5-90670-573-0
8. «Последний успех» (189 с.) — 2016 г. СПб, изд. Алетейя, ISBN 978-5-906823-00-7
9. "Прямая речь" (350 с.) - 2020 г. СПб, изд. Алетейя, ISBN 978-5-00165-143-7

### Философская проза
1. «На Бога надейся» (355 с.)………………………………1998 г. СПб, изд. Алетейя, ISBN 5-89329-045-3
2. «Рама судьбы» (337 с.)…………………………………………2000 г. СПб, изд. Алетейя, ISBN 5-89329-292-8
3. «Зло и Спасение» (560 с.)…………………………………2010 г. Спб, изд. Алетейя, ISBN 978-5-91419-294-2

### Беллетристика
1. «…Чего же боле?» (роман, 573 с.)………………….2002 г. СПб, изд. Алетейя, ISBN 5-89329-504-8
2. «Внутри Х/Б» (роман 280 с.)……………………………..2005 г. СПб, изд. Алетейя, ISBN 5-89329-727-X
3. «Три марша» (коллекция малой прозы 320 с.)….2009 г. СПб, изд. Алетейя, ISBN 978-5-91419-187-7
4. «Вынужденная исповедь» (русско-английская билингва — проза 230 с.)…. 2012 г. изд. Charles Schlacks Publishers (Idyllwild, California), ISBN 978-5-91865-165-0 (переведен на английский Еленой Мордовиной под редакцией Джозефа Бирча)
5. «Antidot» (комедия для театра и кино 170 с.), написана совместно с Ириной Соловей…. 2012 г. ZA-ZA Verlag (Düsseldorf, Deutschland), ISBN 978-1-105-75163-9
6. «Человек со свойствами» (роман 586 с.) 2016 г. изд. Алетейя СПб, ISBN 978-5-906860-36-1
7. «Антони Гауди — Зодчий храма» (роман 276 с.) 2020 г. изд. Алетейя СПб ISBN 978-5-907189-65-2

### Художественная графика
1. «HOMO EROTIKUS» (собрание 100 авторских рисунков)….. Verona, CIERRE-grafica, 1997.
2. «AGONY & PASSION» (собрание графики юношеского периода) Verona, EDIZIONI 03, 2018. ISBN 9788899478919 https://www.edizioni03.com/ecomm_files/preview.asp?i=632

#### О ТВОРЧЕСТВЕ БОРИСА ЛЕВИТА-БРОУНА
- Валерий Сердюченко «Парадокс Левита-Броуна»
- Денис Ступников «Армия как машина для жития»
- Евгений Степанов «Между прозой и поэзией» Литературная Газета
- Ольга Денисова «Сквозь строи смятых строк»
- Интервью с Борисом Левитом-Броуном

#### БОРИС ЛЕВИТ-БРОУН ЧИТАЕТ СВОИ СТИХИ
- https://www.youtube.com/watch?v=bxp2gWdvEqo
- https://www.youtube.com/watch?v=GiH7AZCFHXI
- https://www.youtube.com/watch?v=1Q6dcp62sSE
- https://www.youtube.com/watch?v=F5stmzk5XoU&t=1s
- https://www.youtube.com/watch?v=txUxwJLOW2E
- https://www.youtube.com/watch?v=ZEyt5B5UsXk&t=25s
- https://www.youtube.com/watch?v=2MMrRMYiphg
- https://www.youtube.com/watch?v=covG1QRmiqo
- https://www.youtube.com/watch?v=sx0UijTkGZE
- https://www.youtube.com/watch?v=5Jp4QnQ1AZs
- https://www.youtube.com/watch?v=KksQQbowlbM&t=444s
- https://www.youtube.com/watch?v=uMfqYnWKI_Q&t=58s
- https://www.youtube.com/watch?v=HutMgsxOZr0
- https://www.youtube.com/watch?v=AkMNYCXkXsw
- https://www.youtube.com/watch?v=qXQgK7Qyol0&t=30s
- https://www.youtube.com/watch?v=64Cx6JyX3Gk
- https://www.youtube.com/watch?v=mM-kNQtxIls
- https://www.youtube.com/watch?v=K0XhCveoWEY
- https://www.youtube.com/watch?v=INpJ3zdEzJE
- https://www.youtube.com/watch?v=02Rvf2eJrbs